# Давиташвили, Сулико
Сулико́ Давиташви́ли (груз. სულიკო დავითაშვილი; 11 декабря 1977, Тбилиси) — грузинский футболист, нападающий. Дважды становился лучшим бомбардиром чемпионата Грузии.
В чемпионате Грузии выступал начиная с сезона 1996/97. Первым клубом в его карьере был тбилисский «Мерани-91», в который позже он несколько раз возвращался. Также выступал за «Сиони», «Локомотив» Тбилиси, «Торпедо» Кутаиси и «Амери». Три раза в карьере становился обладателем Кубка Грузии (один раз в составе «Локомотива» и дважды с «Амери»). Завершил карьеру по окончании сезона 2009/10.
Сын — Зурико Давиташвили (р. 2001) — также футболист, игрок сборной Грузии.

## Достижения
«Локомотив» Тбилиси
- Обладатель Кубка Грузии: 2001/02

«Амери»
- Обладатель Кубка Грузии: 2005/06, 2006/07

### Личные
- Лучший бомбардир Чемпионата Грузии: 2001/02 (18 голов), 2003/04 (20 голов)